# 大野幸人
大野 幸人（おおの ゆきと、1984年12月17日 - ）は日本の俳優、ダンサー、振付師である。元ジャニーズJr.で萩原幸人として活動していた。
神奈川県出身。CSB international 所属。

## 略歴
1998年6月20日、ジャニーズ事務所に入所。ジャニーズJr.内ユニット・M.A.D.、B.B.D.、H is Hのメンバーとしても活動。J2000のメンバーとして野球にも参加していた。
プロのダンサーを目指し、2003年8月31日にジャニーズ事務所を退社。
2006年、大野幸人に改名し芸能活動を再開する。
Dance Space WING(恵比寿)、日本芸術専門学校の講師を務める。

## 出演
M.A.D.、H is Hのメンバーとしての出演は除く

### テレビドラマ
- 怖い日曜日〜新章〜 第7回『ファインダー』（1999年11月14日、日本テレビ） - 主演
- 怖い日曜日〜2000〜（2000年7月 - 11月、日本テレビ） - 番組ナビゲーター[6]
- 怖い日曜日〜2000〜 最終話『異界は存在する…』（2000年11月26日、日本テレビ）
- お前の諭吉が泣いている（2001年1月 - 3月、テレビ朝日） - 近藤司郎 役

### バラエティ
- ミュージック・ジャンプ（NHK）
- ザ少年倶楽部（NHK）
- ポップジャム（NHK）
- THE夜もヒッパレ（日本テレビ）

### CM
- 年末ジャンボ宝くじ（2006年）
- 米焼酎しろ
- 高橋酒造

### コンサート
- Johnny's Winter Concert 「Johnny's Jr」（1999年1月4日 - 1月6日、横浜アリーナ）
- Johnny's Senior Junior 「Fresh Spring Concert '99」（1999年5月2日 - 6月20日、横浜アリーナ・大阪城ホール）
- ジャニーズJr.「特急（109）投球（109）コンサート 東京ドームに大集合!!」（1999年10月9日、東京ドーム）
- Johnny's Jr. SPRING CONCERT 2000（2000年4月3日 - 5月7日、大阪城ホール・名古屋レインボーホール・横浜アリーナ）
- Johnny's Jr. ＜東阪名＞3大ドームCONCERT（2000年9月3日 - 10月15日、大阪ドーム・ナゴヤドーム・東京ドーム）
- ジャニーズJr.総出演 タッキー&翼21世紀の対決（2001年5月3日 - 6月3日、横浜アリーナ・名古屋レインボーホール・大阪城ホール）
- タッキー&翼 ジャニーズJr. 総出演（2002年3月29日 - 5月6日、大阪城ホール・名古屋レインボーホール・横浜アリーナ）
- 松田聖子 コンサートツアー 2008-2013
- 松田聖子 DINNER SHOW ツアー 2008-2012
- 松田聖子COUNT DOWN LIVE2008-2012
- REVO2009『Paradise』（2009年2月）[2]
- REVO2012『LA VIE AN ROSE』(DANCE公演)
- DANCE SPACE WING主催公演『SMILES』（2010年4月）[2]
- DANCE SPACE WING主催公演『After dark』（2012年4月）[2]
- KING＆QUEEN鹿賀丈史×濱田めぐみ ミュージカルコンサート（2014年8月）[2]
- 上口耕平×大野幸人「Burst cake」（2014年11月）[2]
- neorevo2014「noise」（2014年12月）[2]
- Golden Songs（2015年2月、東京国際フォーラムホールC・梅田芸術劇場）[2]
- 早霧せいな SECRET SPLENDOUR（シークレット・スプレンダー）〜Super StarsによるSpecualなShowtime〜（2017年）[1]

### 舞台
- MILLENNIUM SHOCK（2000年、帝国劇場）[5]
- PLAYZONE 2001 EMOTION〜新世紀〜（2001年、青山劇場・大阪フェスティバルホール）[5]
- SHOW劇・SHOCK（2001年 - 2002年、帝国劇場）[5]
- PLAYZONE 2002 愛史（2002年、青山劇場・大阪フェスティバルホール）[5]
- 東山紀之 DINNER SHOW（2002年12月11日 - 12月28日）
- 清水の次郎長外伝〜恋女房お蝶の奮闘記〜（2006年4月、三越劇場）
- GQ Gentlemen Quality 〜紳士の品格〜（2011年2月）[2]
- ロミオ&ジュリエット（2011年9月 - 10月、赤坂ACTシアター・梅田芸術劇場）[2]
- CHESS in Concert（2012年1月、青山劇場・梅田芸術劇場メインホール）[2]
- Delicious（2012年5月）[2]
- 星めぐりのうた（2012年10月、天王洲 銀河劇場）[2]
- Delicious Deluxe（2012年11月、日本橋三井ホール）[2]
- ロックオペラモーツァルト（2013年2月、東急シアターオーブ・梅田芸術劇場メインホール） - 苦悩 役[2]
- 初ソロダンスパフォーマンス大野幸人の「小さくて大きな世界」　-POMELO-（2013/6/7〜6/9　　VACANT（原宿)）
- マシュー・ボーンの「ドリアン・グレイ」（2013年7月、Bunkamura オーチャードホール） - シリル・ヴェイン 役[2]
- ミュージカル「ロミオ＆ジュリエット」（2013年9月、東急シアターオーブ・梅田芸術劇場）[2]
- CHESS in concert（2013年12月、東京国際フォーラムホールC・梅田芸術劇場）[2]
- Delicious-GO! GO! Vacation!-（2014年2月）[2]
- IN THEHEIGHTS（2014年4月、Bunkamuraシアターコクーン・森ノ宮ピロティホール・福岡市民会館・中日劇場・KAAT神奈川芸術劇場） - グラフィティ・ピート 役[2]
- THE SHOW INFECTED “CONNECTION”（2015年3月、銀河劇場）[2]
- GQ2015『GABBY』（2015年6月 - 7月、EX THEATER ROPPONGI・キャナルシティ劇場・森ノ宮ピロティーホール）[2]
- CHESS THE MUSICAL（2015年9月 - 10月、東京芸術劇場プレイハウス・梅田芸術劇場）[2]
- ミュージカル『DNA-SHARAKU』（2016年1月 - 2月、新国立劇場中劇場・シアターBRAVA!・キャナルシティ劇場）[2]
- 「コメディプレイ『リビング』」(2016年3月、赤坂RED/THEATER)[2]
- Charlie Show (2016年4月)[2]
- solo act ＋ dance『Angel』 (2016年6月24日 - 26日、ニッポン放送 イマジン・スタジオ)[7]
  - solo act ＋ dance『Angel』 (2017年1月21日 - 1月22日、ニッポン放送 イマジン・スタジオ)[2]
- Baked Hotel（2016年9月、スパイラルホール）[8]
- YOUYA SHINJO『CRAZY DANCE SHOW』’Wednesday’ (2017年2月15日 - 19日、Spiral Hall (Aoyama,Tokyo))
- ACT×DANCE　『Double Flat』(2017年4月13日 - 16日、赤坂RED/THEATER)
- リトルプリンス（2022年1月予定、シアタークリエ） - ヘビ 役[9]

### プロモーションビデオ
- 城咲仁『ブルドッグ』（2006年6月21日、ユニバーサル・シグマ）
- Rinka『XXX (Millions kisses)』（2006年7月19日、エイベックス）
- スガシカオ『午後のパレード』（2006年9月6日、BMG JAPAN）